# Jaroslav Švehlík
Jaroslav Švehlík (9. dubna 1930, Chrudim, Československo – 16. března 1973, Ostrava, Československo) byl český herec.

## Životopis
Narodil se do obchodnické rodiny jako nejstarší ze tří dětí. V dětství s rodiči často cestoval po trzích. Spolu se svým mladším bratrem Aloisem se odmala toužil stát hercem a hrál u Salesiánů v Pardubicích. Po maturitě byl přijat na DAMU, kde vystudoval herectví, absolvoval v roce 1954 a získal titul MgA.
V roce 1954 získal angažmá v Městském divadle Zlín a hrál zde do roku 1959. Potom v letech 1959–1964 hrál v Divadle Oldřicha Stibora v Olomouci a potom od roku 1964 hrál ve Státním divadle v Ostravě. Zde se v roce 1973 stal šéfem činohry. Měl také nabídku do Národního divadla v Praze, nastoupit už ale nestihl.
Představoval dramatické a psychologicky náročné role a uplatnil v nich rozhodnost, vitalitu a hereckou kulturu.
K jeho divadelním rolím patřily Brick v Kočce na rozpálené plechové střeše od Tennesseeho Williamse (1965), John Proctor v Čarodějkách ze Salemu od Arthura Millera (1968), Oldřich v Oldřichovi a Boženě od Františka Hrubína (1968), podnikatel Lopachin ve Višňovém sadu (1969) a Alexandr Ignaťjevič Veršinin ve Třech sestrách Antona Pavloviče Čechova (1972).
Několik divadelních představení, ve kterých hrál, vysílala jako divadelní záznam televize. Byl to například divadelní záznam Velký Bobby, který televize vysílala v roce 1961, divadelní záznam Rivalové, který televize vysílala v roce 1969 a divadelní záznam Falkenštejn, který televize vysílala v roce 1969.
Působil také v televizi, rozhlase a loutkářství. Byl také divadelním zpěvákem a divadelním tanečníkem.
V roce 1956 hrál ve filmu Nevěra a v roce 1973 ve filmech Příběh středního útočníka a Pírko.
Jeho mladší bratr Alois Švehlík a synovec David Švehlík jsou také herci. Jeho sestra byla několik let manželkou herce Vlastimila Vašinky, s nímž se později rozvedla. Jejich syn a synovec Jaroslava Švehlíka je herec Marcel Vašinka.
Byl ženatý s Janou Švehlíkovou.
Jaroslav Švehlík zemřel 16. března 1973 v Ostravě na rakovinu kůže ve věku 42 let.

## Filmografie

### Herecká filmografie
- 1956 – Nevěra
- 1961 – Velký Bobby (Tom) [divadelní záznam]
- 1969 – Rivalové (Jack Wellington) [divadelní záznam]
- 1969 – Falkenštejn (Záviš z Falkenštejna) [divadelní záznam]
- 1973 – Příběh středního útočníka (hokejový činovník)
- 1973 – Pírko (profesor Matoušek) [TV film]

## Divadlo

### Divadelní angažmá
- 1954–1959 – Městské divadlo Zlín
- 1959–1964 – Divadlo Oldřicha Stibora v Olomouci
- 1964–1973 – Státní divadlo v Ostravě

### Vybrané divadelní role
- Divadlo československé armády
  - 1951 – Jan Hus (třetí biřic) – divadelní představení na DAMU[5]
  - 1951 – Jan Roháč (Zelený) – divadelní představení na DAMU[6]
  - 1951 – Mladá garda (Žeňa Moškov) – divadelní představení na DAMU[7]
- Divadlo DISK
  - 1953 – Měšťáci (Tětěrev, zpěvák) – divadelní představení na DAMU[8]
  - 1953 – Fuente Ovejuna (Ovčí pramen) (Fernan Gomez) – divadelní představení na DAMU[9]
  - 1954 – Měsíc nad řekou (Josef Roškot) – divadelní představení na DAMU[10]
- Městské divadlo Zlín
  - 1954 – Chytrá milenka (Bernardo)[11]
  - 1955 – Kubo (Paľo)[12]
  - 1955 – Soud lásky (Petr)[13]
  - 1955 – Vysoké letní nebe (Ondra Bašus)[14]
  - 1955 – Rudé pelargonie (Jakub)[15]
  - 1956 – Naši furianti (Václav)[16]
  - 1956 – Sluha dvou pánů[17]
  - 1956 – Mnoho povyku pro nic (Don Pedro)[18]
  - 1957 – Don Carlos, infant španělský (hrabě z Lermy)[19]
  - 1957 – Blýská se na časy (Pavel Sušil) – vystupoval v alternaci s Josefem Vaculíkem[20]
  - 1957 – Divuplné jaro (Juro)[21]
  - 1958 – Marie Stuartovna (Okelly / Burgoyn)[22]
  - 1958 – Stopami úzkosti (Czirgas)[23]
  - 1958 – Jak přišla basa do nebe (Anciáš)[24]
  - 1958 – Otec (Jan)[25]
  - 1958 – Valčík Titanicu (Petre Dinu)[26]
  - 1958 – Chirurg Platon Krečet (Platon Ivanovič Krečet) – vystupoval v alternaci s Jiřím Letenským[27]
  - 1959 – Sevillská hvězda (Son Sancho Ortiz)[28]
  - 1959 – Deník Anny Frankové (Petr)[29]
  - 1959 – Hamlet, kralevic dánský (Horatio)[30]
  - 1959 – Bubny a trumpety (Worthy)[31]
  - 1959 – Don Juan (Don Juan)[32]
  - 1960 – Smrt obchodního cestujícího (Biff)[33]
  - 1960 – Kremelský orloj (Bezprizorný)[34]
  - 1960 – Čtyři z velkoměsta (Karel Tětiva)[35]
  - 1960 – Dalskabáty - hříšná ves (JUDr. Belfegor) – vystupoval v alternaci s Václavem Jeřábkem[36]
- Divadlo Oldřicha Stibora v Olomouci
  - 1960 – Poklad (Námořní důstojník) – vystupoval v alternaci s Josefem Husníkem[37]
  - 1960 – Sestup Orfeův (Val Xavier)[38]
  - 1960 – Příliš štědrý večer (Mladý muž)[39]
  - 1961 – Velký Bobby (Tom)[40]
  - 1961 – Kořeny (Jimmy Beals)[41]
  - 1961 – Nanebevzetí plukovníka Heiliga (Pressmann)[42]
  - 1961 – Drahomíra (Boleslav)[43]
  - 1961 – Nejvyšší oběť[44]
  - 1961 – Večer tříkrálový aneb Cokoli chcete (Sebastiano)[45]
  - 1961 – Paní Savageová (Jeffrey)[46]
  - 1961 – Poslední dějství (Schmidt)[47]
  - 1961 – Ze života hmyzu (2. tesař)[48]
  - 1962 – Starosta čtvrti Sanita (Rafiluccio)[49]
  - 1962 – Majitelé klíčů (Toník)[50]
  - 1962 – Měsíc nad řekou (Villy Roškot)[51]
  - 1962 – Anna Karenina (Karenin)[52]
  - 1962 – Přelom (Panov)[53]
  - 1963 – Konec masopustu (Petr)[54]
  - 1963 – Zdravý nemocný (Pan Bonnefol)[55]
  - 1963 – Fyzikové (Jan Vilém Möbius)[56]
  - 1964 – Mnoho povyku pro nic (Claudio)[57]
  - 1964 – Vajíčko (Dufiquet)[58]
  - 1964 – Makbeth (Makbeth)[59]
- Státní divadlo v Ostravě
  - 1960 – Optimistická tragédie (Alexej) – vystupoval v alternaci s Jiřím Adamírou[60]
  - 1964 – Po pádu (Mickey)[61]
  - 1964 – Kdopak by se Kafky bál (Nick)[62]
  - 1965 – Medea (Iason) – vystupoval v alternaci se Svatoplukem Matyášem[63]
  - 1965 – Svatá Jana (Inkvizitor)[64]
  - 1965 – Naše městečko (Asistent režiréra)[65]
  - 1965 – Racek (Semjon S. Medvěděnko)[66]
  - 1965 – Kočka na rozpálené plechové střeše (Brick)[67]
  - 1966 – R.U.R. (Alquist)[68]
  - 1966 – Dlouhá cesta dnem do noci (James Tyrone)[69]
  - 1966 – Okamžik před finišem (Sam čtyřicetiletý)[70]
  - 1966 – Letní hosté (Vlas)[71]
  - 1966 – Noc iguany (Důstojný pan T. L. Shannon)[72]
  - 1967 – Smrt Ivana Hrozného (Šujskij)[73]
  - 1967 – Lásko, měj se hezky (Vévoda)[74]
  - 1968 – Čarodějky ze Salemu (John Proctor)[75]
  - 1968 – Falkenštejn (Záviš z Falkenštejna)[76]
  - 1968 – Hotel "U něžného kocoura" (Tournel)[77]
  - 1968 – Oldřich a Božena aneb Krvavé spiknutí v Čechách (Oldřich)[78]
  - 1968 – Filosofská historie (Biskupský komisař)[79]
  - 1969 – Ďábli (Otec Urbain Grandier, vikář)[80]
  - 1969 – Rivalové (Jack Wellington)[81]
  - 1969 – Život a dílo skladatele Foltýna aneb Posedlost (Foltýn)[82]
  - 1969 – Král Jan (Bastard Filip Faulconbridge)[83]
  - 1969 – Višňový sad (Lopachin, podnikatel)[84]
  - 1970 – Přej, a bude ti přáno aneb Co děláte v neděli (Florián Rejček)[85]
  - 1970 – Větší město pražské (Jakub od Věže, pražský měšťan) – vystupoval v alternaci s Radimem Kovalem[86]
  - 1970 – Na dně (Luka, poutník)[87]
  - 1970 – Než kohout zazpívá (Fischl, obchodník s dřívím)[88]
  - 1971 – Matka Kuráž a její děti (Kuchař)[89]
  - 1971 – Bláznivá ze Chailot (Předseda)[90]
  - 1971 – Optimistická tragédie (Alexej)[91]
  - 1972 – Manon Lescaut (Duval)[92]
  - 1972 – Sólo pro bicí (hodiny) (Inspektor MIČ)[93]
  - 1972 – Tři sestry (Alexandr Ignaťjevič Veršinin)[94]